# 기도하는 남자
"기도하는 남자"는 2020년에 개봉한 대한민국의 영화이다.

## 캐스팅
- 박혁권 : 김태욱 역
- 류현경 : 이정인 역
- 남기애 : 영애 역
- 백종승 : 인비쉬 역
- 오동민 : 수호 역
- 김준원 : 동현 역
- 권소현 : 연정 역
- 고경인 : 치과의사 역

## 같이 보기
- 2020년 대한민국의 영화 목록

## 수상
- 2018년 제23회 부산국제영화제 후보 한국영화의 오늘 - 파노라마
- 2020년 제17회 서울국제사랑영화제 후보 아가페 초이스